# محطة القصر (كيبك)
محطة القصر هي محطة للسكك الحديدية ومحطة حافلات تقع في مدينة كيبك. هذه المحطة هي اخر محطة لفيا رايل كندا في مونتريال وكيبك، وكذلك للنقل البيمدني لخمس شركات من بينها اورليان اكسبرس وانتر كار. المحطة المبنية في عام 1915 بصفة خاصة تسمى محطة سككية تراثية من قبل مجلس المواقع التاريخية والمعالم بكندا.

## التاريخ
منذ ما يقرب الاربعين عاما كان المبنى متواضعا من القرميد الأحمر يستقبل المسافرين الوافدين إلى العاصمة. لن تبدا الاشغال الا في 1915 بعد انتظار دام نصف قرن. لذا في 1916 أصبح لشركة الكندي الهادئ محطة متميزة انها محطة القصر. في الاصل كانت المحطة مخصصة للقطارات المارة من كيبك لتصل إلى بحيرة سان جان. تدريجيا ازداد عدد الخطوط. في 1976 اقفلت المحطة مؤقتا واعيد فتحها في 1985. المعلمة على شكل قصر كقصر فرونتناس بمدينة كيبك ومحطة-قصر فيجر بمونتريال.

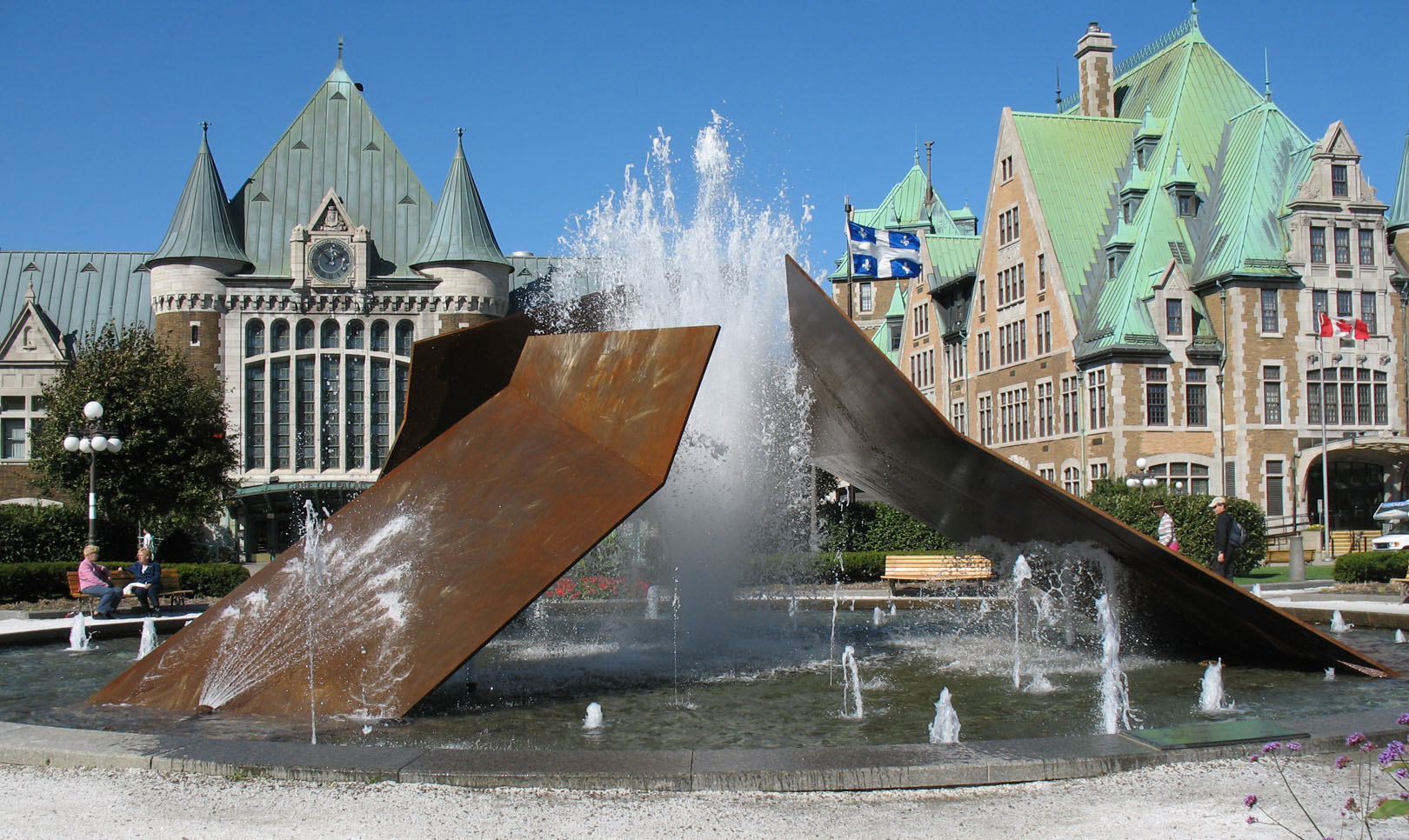
نافورة شارل دودلين

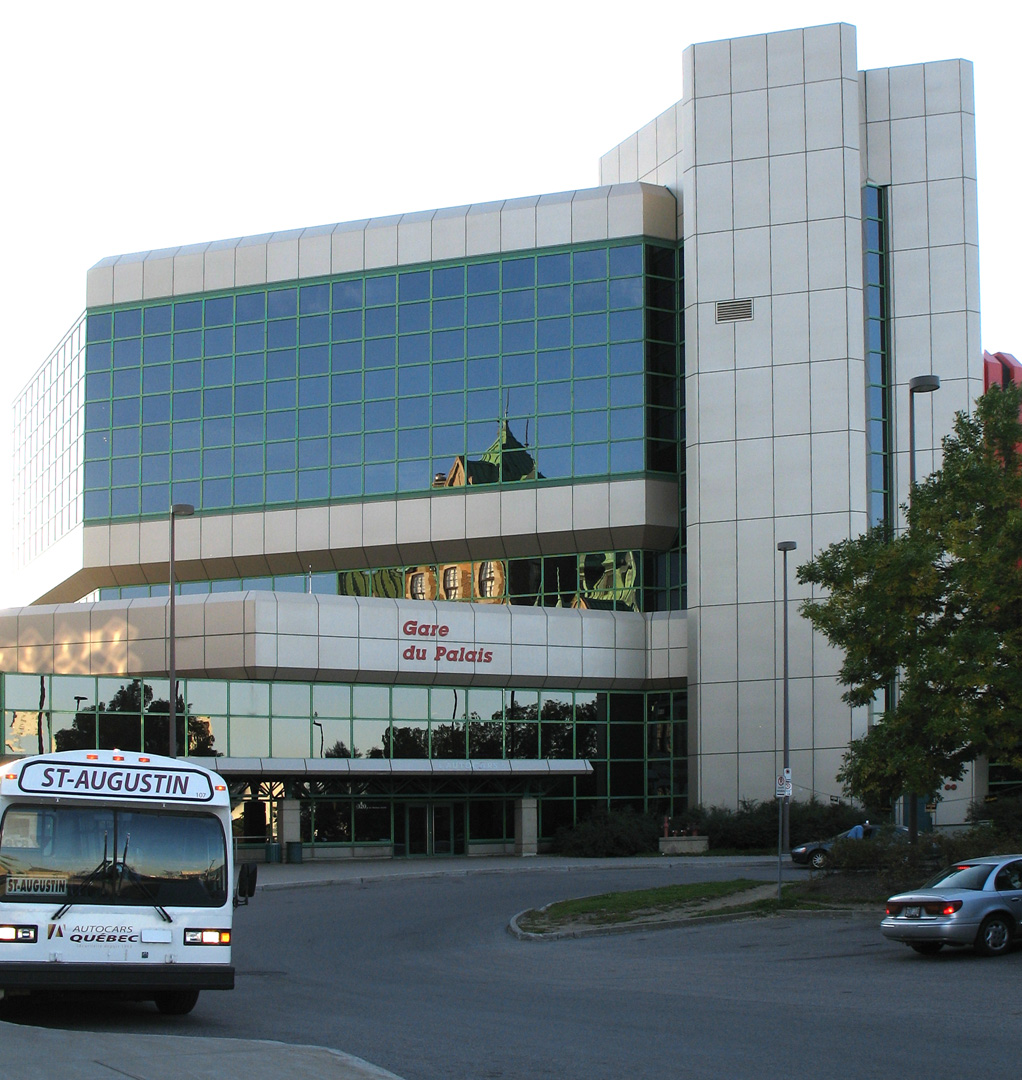
المحطة الطرقية